# Ruchenna
Ruchenna – wieś w Polsce położona w województwie wielkopolskim, w powiecie kolskim, w gminie Koło.
Wieś królewska należąca do starostwa kolskiego, pod koniec XVI wieku leżała w powiecie konińskim województwa kaliskiego. W latach 1975–1998 miejscowość administracyjnie należała do województwa konińskiego.

## Informacje ogólne
Wieś położona 3 km na północ od centrum Koła przy drodze lokalnej z Borków do Czołowa. Bezpośrednio graniczy z miastem Koło.